# شیرلی، شهرستان کینگز، کالیفرنیا
شیرلی (به انگلیسی: Shirley) یک منطقهٔ مسکونی در ایالات متحده آمریکا است که در شهرستان کینگز، کالیفرنیا واقع شده‌است. شیرلی ۷۹ متر بالاتر از سطح دریا واقع شده‌است.